# Yossi Bitton
Yossi Bitton, född 1973 i Safed, är en israelisk makeup-artist och entreprenör.

## Karriär
Yossi Bitton föddes i Safed 1973. När han var barn flyttade hans familj runt mycket. Under en tid bodde han Frankrike. Efter armén påbörjade han arkitektstudier, innan utbildningen startade läste han olika kurser, bland annat en professionell makeupkurs.
Bitton övergav sina arkitektstudier för att i stället fokusera på makeup. En månad senare erbjöds han ett kontor på makeupskolan.
Dessutom studerade han vid Christian Chaubeaus skola i Paris.
2004 grundade Yossi Bitton den första makeupskolan i Haifa. Med åren har filialer öppnats i norra och centrala delen av Israel, med filialer i Tel Aviv, Haifa och Rosh Pina. 2018 öppnade Bitton makeupskolor i Kiev och en skola för ultraortodoxa elever i Bnei Brak.
Därutöver har Yossi Bitton öppnat över 350 försäljnings- och marknadsföringsställen för kosmetika över hela Israel under märket B COSMIC.